# Wyzysk siły roboczej
Wyzysk siły roboczej – w najszerszym znaczeniu, jest to sytuacja, gdy jedna strona czerpie nieuczciwą przewagę nad drugą stroną. Oznacza niesprawiedliwy stosunek społeczny oparty na asymetrii władzy lub nierównej wymianie wartości między pracownikami a ich pracodawcami. W teorii społecznej istnieje bezpośredni związek z konsumpcją, co pozwala zdefiniować wyzysk jako niesprawiedliwe wykorzystywanie innej osoby z powodu jej niższej pozycji, dające wyzyskiwaczowi władzę.
Stanford Encyclopedia of Philosophy opisuje teorię wyzysku autorstwa Karola Marksa jako najbardziej wpływową. Jednak ekonomiści są podzieleni co do tego, czy teoria Marksa, czy ta podana przez Adama Smitha lepiej opisuje i tłumaczy zjawisko wyzysku pracy. Smith nie postrzegał go jako nieodłącznego, systematycznego zjawiska w określonych systemach ekonomicznych, tak jak Marks, lecz raczej jako opcjonalną niesprawiedliwość moralną.

## Teoria marksistowska

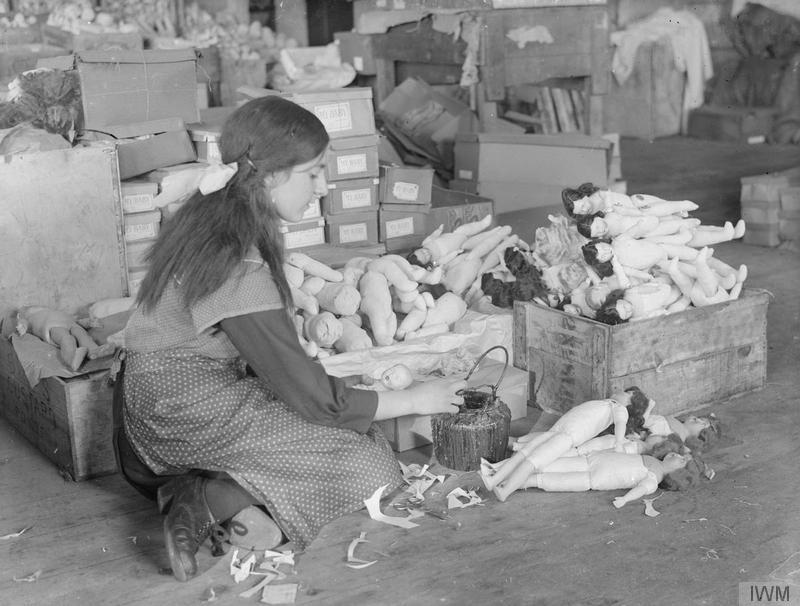
Dziewczynka zatrudniona w fabryce zabawek (Anglia, 1917)

Teoria wyzysku Karola Marksa jest jednym z głównych elementów analizowanych w ekonomii marksistowskiej. Niektórzy teoretycy społeczni uważają ją za kamień węgielny myśli marksistowskiej. Marks przypisywał szkockim pisarzom oświeceniowym jako pierwszym materialistyczną interpretację historii. W swojej Krytyce Programu Gotajskiego ustalił zasady, które miały rządzić dystrybucją pomocy społecznej w socjalizmie i komunizmie – zasady te obejmowały dystrybucję dla każdej osoby zgodnie z jej pracą i potrzebami. Wyzysk ma miejsce, gdy dwie wspomniane zasady nie są spełnione, czyli w sytuacji gdy pracownicy i pracownice nie otrzymują zapłaty zgodnie ze swoją pracą lub potrzebami. Ten proces wyzysku jest częścią redystrybucji pracy, zachodzącej podczas procesu wymiany przez pracowników i pracownice swojej bieżącej pracy produkcyjnej na wartość, zawartą w otrzymanych towarach. Wyzysk ma miejsce wtedy, kiedy wartość wytworzonych produktów przekracza wartość siły roboczej, czyli tworzy wartość dodatkową. Wysokość stosunku wartości dodatkowej do wartości siły roboczej zatrudnionej w procesie produkcji, czyli stopy wartości dodatkowej, świadczy – zdaniem Marksa – o stopie wyzysku pracy przez kapitał.
Według ekonomii marksistowskiej wyzyskiwacze to grupa ludzi, która może rozporządzać dobrami, uzyskując zysk ze swoich dochodów, które są związane z większym nakładem pracy niż sami wyzyskiwacze w niego włożyli. W oparciu o teorię wyzysku stosunków społecznych, powstała marksistowska teoria produkcji kapitalistycznej. Status wyzyskiwaczy często jest powiązany ze statusem klasowym oraz statusem własności środków produkcji, które służą jako narzędzie w procesie optymalizacji wyzysku. Tymczasem wyzyskiwanymi są ci, którzy otrzymują mniejszą płacę niż wartość produktów, które wytwarzają. Jeśli pracownicy otrzymują kwotę równą wartości ich produkcji – nie osiągają żadnego dochodu, w związku z czym, pracownicy nie mogą cieszyć się owocami własnej pracy. Natomiast różnica pomiędzy tym, co zostało wytworzone oraz wynikającej z wykonanej pracy siły nabywczej, nie może być uznana za redystrybucję zgodnie z potrzebami. Zgodnie z teorią marksistowską w społeczeństwie kapitalistycznym wyzyskiwanymi jest proletariat, a wyzyskiwaczami – zazwyczaj – burżuazja. Dla Marksa zjawisko wyzysku było cechą charakterystyczną wszystkich społeczeństw klasowych, nie tylko kapitalizmu.

### Praca dodatkowa i teoria wartości pracy
W marksistowskiej krytyce ekonomii politycznej wyzyskiwacze przywłaszczają cudzą pracę dodatkową, czyli ilość pracy przekraczającą to, co jest konieczne do odtworzenia siły roboczej robotnika i podstawowych warunków życia. Marks nie próbuje wiązać tego wyłącznie z instytucjami kapitalistycznymi, ponieważ zauważa, że istnieją historyczne opisy przywłaszczania pracy dodatkowej w instytucjach z pracą przymusową, takich jak te oparte na niewolnictwie i społeczeństwach feudalnych. Jednak różnica, którą podkreśla, polega na tym, że kiedy to zawłaszczanie pracy dodatkowej ma miejsce w społeczeństwach takich jak kapitalistyczne, ma to miejsce w instytucjach, które zniosły pracę przymusową i oparły się na pracy wolnej. Wynika to z laborystycznej teorii wartości Marksa, która oznacza, że dla każdego towaru cena (lub płaca) siły roboczej jest określona przez koszt jej produkcji – mianowicie ilość społecznie niezbędnego czasu pracy potrzebnego do jego wytworzenia.
W gospodarce kapitalistycznej pracownicy są opłacani zgodnie z tą wartością, a wartość jest źródłem wszelkiego bogactwa. O wartości decyduje konkretna użyteczność dobra dla podmiotu, a jeśli dobro jest wynikiem działalności człowieka, to należy je rozumieć jako produkt konkretnej, jakościowo określonej pracy. Kapitaliści są w stanie kupować siłę roboczą od robotników, którzy mogą jedynie wprowadzać na rynek własną siłę roboczą. Kiedy kapitaliści są w stanie zapłacić robotnikowi mniej niż wartość wykonanej przez nich pracy, tworzy się praca dodatkowa, a to skutkuje zyskami kapitalistów. To właśnie Marks miał na myśli, mówiąc o „wartości dodatkowej”, którą uważał za „dokładne określenie stopnia wyzysku siły roboczej przez kapitał lub robotnika przez kapitalistę”. Zysk ten jest używany przez kapitalistę do opłacenia kosztów ogólnych i osobistej konsumpcji, ale przede wszystkim był używany do przyspieszenia wzrostu, a tym samym rozwijania coraz większego systemu wyzysku.
Stopień wyzysku siły roboczej jest dyktowany przez stopę wartości dodatkowej jako stosunek wartości dodatkowej/produktu do wartości/produktu podstawowego. Wartość dodatkowa/produkt to zmaterializowana praca dodatkowa lub dodatkowy czas pracy, podczas gdy niezbędna wartość/produkt to zmaterializowana niezbędna praca w odniesieniu do pracowników, podobnie jak reprodukcja siły roboczej. Marks nazwał stopę wartości dodatkowej „dokładnym wyrazem stopnia wyzysku siły roboczej przez kapitał”.

### Krytyka teorii Marksa
Teoria Marksa z czasem poddawana była krytyce, a także rozwijana z uwzględnieniem bardziej aktualnych czynników. Krytykę przeprowadzali zarówno krytycy kapitalizmu, jak i zwolennicy owego systemu.
David Ramsay Steele argumentuje, że teoria produktywności krańcowej czyni teorię wyzysku Marksa nie do utrzymania. Zgodnie z tymi ramami teoretycznymi i przy założeniu konkurencyjnych warunków rynkowych wynagrodzenie pracownika jest określane na podstawie jego wkładu w produkcję krańcową. Podobnie właściciele maszyn i nieruchomości są wynagradzani zgodnie z krańcową produktywnością wkładu ich kapitału w produkcję krańcową. Jednak Steele zauważa, że w żaden sposób nie dotyka to etycznego argumentu socjalistów, którzy uznają wkład niezwiązany z pracą w produkcję krańcową, twierdząc, iż nielegalnym jest, aby klasa biernych właścicieli otrzymywała niezarobiony dochód z posiadania kapitału i ziemi.
Brytyjsko-indyjski ekonomista Meghnad Desai, Baron Desai zauważył, że istnieje również perspektywa wartości dodatkowej wynikającej ze źródeł innych niż praca, a klasycznym przykładem jest produkcja wina. Kiedy winogrona są zbierane i miażdżone, wykorzystuje się siłę roboczą. Jednak gdy dodaje się drożdże i pozostawia sok winogronowy do fermentacji w celu uzyskania wina, wartość wina znacznie przewyższa wartość winogron, ale praca nie wnosi nic do dodatkowej wartości. Marks zignorował nakłady kapitałowe, umieszczając je wszystkie razem w kapitale stałym – tłumacząc zużycie kapitału w produkcji na wartość jego pracy. Jednak przykłady takie jak ten pokazały, że wartość i wartość dodatkowa mogą pochodzić z innego źródła niż praca.
Teorii sprzeciwił się m.in. Eugen von Böhm-Bawerk w książce History and Critique of Interest Theories (1884) argumentuje, że kapitaliści nie wyzyskują swoich pracowników, ponieważ w rzeczywistości pomagają pracownikom, zapewniając im dochód znacznie przewyższający dochód z wyprodukowanych przez nich towarów, stwierdzając: „Praca nie może zwiększać swojego udziału kosztem kapitału”. W szczególności argumentuje, że teoria wyzysku ignoruje wymiar czasu w produkcji. Z tej krytyki wynika, że według Böhm-Bawerka cała wartość produktu nie jest wytwarzana przez robotnika, ale że praca może być opłacona jedynie według obecnej wartości jakiejkolwiek przewidywalnej produkcji.
Amerykański ekonomista John Roemer studiował i krytykował teorię Marksa, przedstawiając model radzenia sobie z wyzyskiem we wszystkich sposobach produkcji, mając nadzieję, że położy podwaliny pod analizę praw ruchu socjalizmu. W swoich pracach opublikowanych w latach 80. XX wieku, Roemer postuluje model wyzysku oparty na nierównym udziale własności ludzkiej (umiejętności pracy fizycznej) i nieludzkiej (ziemia i środki produkcji). Twierdzi, że ten model praw własności ma wielką przewagę nad konwencjonalnym modelem wyzysku opartym na pracy dodatkowej, odrzucając tym samym laborystyczną teorię wartości. Próbując przedstawić teorię wyzysku, która obejmuje również feudalny, kapitalistyczny i socjalistyczny sposób produkcji, definiuje ją w każdym z tych sposobów w kategoriach praw własności. Roemer odrzuca laborystyczną teorię wartości, ponieważ widzi, że wyzysk może istnieć przy braku stosunków pracy, jak w gospodarce na własne potrzeby, dlatego opowiada się za modelem wyzysku opartym na prawach własności. Testuje swoją teorię wyzysku, używając teorii gier, aby skonstruować warunkowo wykonalne alternatywne systemy, w których wyzyskiwana strona mogłaby poprawić swój dobrobyt, wycofując się ze swojej części zbywalnych i niezbywalnych aktywów w społeczeństwie.
Niektórzy teoretycy krytykują Roemera za całkowite odrzucenie laborystycznej teorii wartości i podejścia pracy dodatkowej do wyzysku, ponieważ były one głównymi aspektami myśli marksistowskiej w odniesieniu do wyzysku. Inni krytykują jego przywiązanie do specyficznie liberalnego, w przeciwieństwie do marksistowskiego, opisu szkodliwości wyzysku.

## Inne teorie

### Teoria liberalna
Amerykański filozof polityczny Hillel Steiner w swoich pracach argumentował, że liberalizm dostarcza odpowiedniej teorii wyzysku.
Uważał, że aby wyjaśnić występowanie okoliczności wyzysku, należy uwzględnić pewne uogólnienia dotyczące stosunków i instytucji społecznych. Napisał, że „jeśli pewne rzeczy są prawdziwe w odniesieniu do instytucji, w ramach których zachodzą transfery międzyludzkie i przynajmniej niektóre z tych transferów są niealtruistyczne, dwustronne, to co najmniej niektóre z tych transferów są oparte na wyzysku.
Klasyczny liberał Adam Smith tak opisał wyzysk siły roboczej przez biznesmenów, którzy pracują razem, aby wydobyć jak najwięcej bogactwa ze swoich pracowników:

Jaka jest powszechna cecha płacy za pracę – wszędzie zależy od umowy, zwykle zawieranej między tymi dwiema stronami, których interesy bynajmniej nie są tożsame. Robotnicy chcą jak najwięcej otrzymać, a panowie jak najmniej dawać. Pierwsi są skłonni do łączenia się w celu podwyższenia, drudzy do obniżenia płacy roboczej.

### Pojęcia neoklasyczne
Większość ekonomistów neoklasycznych postrzegała istniejący wyzysk jedynie jako abstrakcyjną dedukcję szkoły klasycznej i teorii wartości dodatkowej Davida Ricardo. Jednak w niektórych neoklasycznych teoriach ekonomicznych wyzysk jest definiowany przez nierówną krańcową produktywność pracowników i płac, tak że płace są niższe. Czasami uważa się, że wyzysk ma miejsce, gdy niezbędny czynnik produkcji otrzymuje niższą płacę niż jego produkt krańcowy.

## Praca najemna
Praca najemna jako w zinstytucjonalizowanej formie w systemach gospodarki rynkowej była krytykowana przez przedstawicieli wielu nurtów lewicy (tak przez socjalistów głównego nurtu, jak i anarchosyndykalistów), którzy używali pejoratywnego terminu niewolnictwo płacowe. Traktują oni handel pracą jako towar i formę ekonomicznego wyzysku wywodzącego się częściowo z kapitalizmu.
Według Noama Chomsky’ego, analiza psychologicznych konsekwencji niewolnictwa płacowego datuje się do epoki oświecenia. W swojej książce z 1791 O Granicach Działalności Państwa, liberalny myśliciel Wilhelm von Humboldt tłumaczył, że „cokolwiek, co nie wynika z wolnego wyboru człowieka lub jest jedynie wynikiem instrukcji i wskazówek, nie wchodzi w jego naturę; człowiek nie wykonuje tego działania prawdziwie ludzkimi siłami, a jedynie z mechaniczną dokładnością” – gdy więc robotnik pracuje pod kontrolą zewnętrzną, „możemy podziwiać to, co robi, ale gardzimy tym, kim jest”. Eksperymenty Milgrama, jak i stanfordzki eksperyment więzienny, ze względu, że badają ludzki autorytet i posłuszeństwo, okazały się przydatne w psychologicznym badaniu relacji związanych z wynagrodzeniami w miejscu pracy.
Dla marksistów praca jako towar, jak postrzegają pracę najemną, stanowi fundamentalny punkt ataku przeciwko kapitalizmowi. „Można przekonująco argumentować”, jak zauważył amerykański filozof John O. Nelson, „że koncepcja pracy robotnika jako towaru potwierdza stygmatyzację przez Marksa systemu płac prywatnego kapitalizmu jako »najemnego niewolnictwa«; to znaczy jako narzędzie kapitalisty do sprowadzenia robotnika do stanu niewolnika, jeśli nie poniżej niego”. To, że zarzut ten jest fundamentalny, wynika bezpośrednio z konkluzji Marksa, że praca najemna jest samą podstawą kapitalizmu: „Bez klasy zależnej od płacy roboczej, w chwili, gdy jednostki stają przeciwko sobie jako wolne osoby, nie może być produkcji wartości dodatkowej; bez produkcji wartości dodatkowej nie może być produkcji kapitalistycznej, a zatem nie może istnieć kapitał i żaden kapitalista!”.